# Андрушевка
Андру́шевка (укр. Андрушівка) — село на Украине, находится в Винницком районе Винницкой области.
Код КОАТУУ — 0523480601. Население по переписи 2001 года составляет 1104 человека. Почтовый индекс — 22255. Телефонный код — 4346.
Занимает площадь 0,311 км².

## Местная власть
22200, Винницкая область, Винницкий р-н, г. Погребище, ул. Богдана Хмельницкого, 77